# Ouratea polyantha
Ouratea polyantha är en tvåhjärtbladig växtart som först beskrevs av José Jéronimo Triana och Planchon, och fick sitt nu gällande namn av Adolf Engler. Ouratea polyantha ingår i släktet Ouratea och familjen Ochnaceae. Inga underarter finns listade i Catalogue of Life.